# 雪下勝美
雪下 勝美（ゆきした かつみ、1887年〈明治20年〉3月12日 - 1967年〈昭和42年〉5月27日）は、日本の海軍軍人。太平洋戦争時にアルゼンチン大使館附武官兼チリ公使館附武官を務めた海軍少将である。

## 来歴
略歴

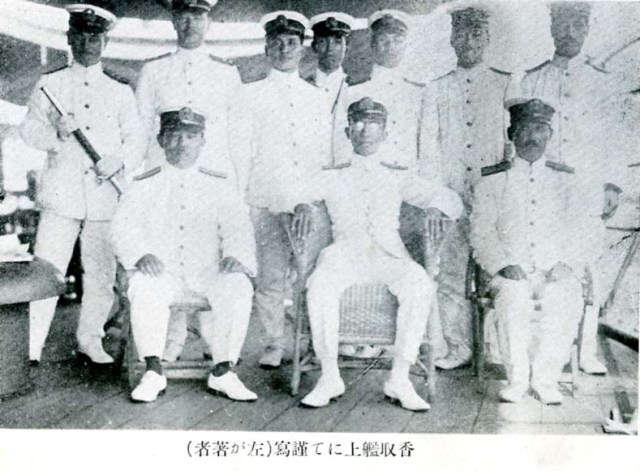
皇太子時代の昭和天皇と香取乗組士官
前列左端は艦長・漢那憲和

福島県出身。会津中学四年修了で海軍兵学校に進む。1908年（明治41年）11月21日卒業(36期)。ハンモックナンバー4番。同期に沢本頼雄、南雲忠一、塚原二四三、佐藤市郎らがいる。海大甲種学生(17期)の同期生は豊田貞次郎、沢本頼雄、高橋伊望らである。
雪下は航海科専攻の士官で海軍大学校(以下｢海大｣)乙種学生を経て海大専修学生（航海術）を首席で卒業した。少佐に昇進後、皇太子裕仁親王の欧州訪問のお召艦となった「香取」航海長として渡欧した。
尉官時代は「生駒」、「阿蘇」、「香取」、｢海風｣乗組み。「松江」及び「天龍」の各航海長、呉海軍工廠艤装員、第三艦隊参謀を務め、「金剛」受領のため英国出張している。
次いで人事局局員、米国大使館附武官補佐官、「那珂」副長、第三戦隊参謀、海大戦略教官、「山城」副長を歴任。海大教官時代の学生には高木惣吉らがおり、雪下は高木の真珠湾空襲図演を統裁している。1929年（昭和4年）11月30日、海軍大佐へ進級した。
ブラジル兼アルゼンチン大使館附武官兼チリ公使館附武官、軍令部第七課長、「長門」艦長、呉鎮守府軍需部長を経て少将へ昇進。佐世保警備戦隊司令官を最後に予備役編入となった。
その後も海大調査事務嘱託兼海軍省事務嘱託の任にあったが、日米開戦間近の1941年（昭和16年）7月4日、充員召集。再びアルゼンチン大使館附武官兼チリ公使館附武官に補され南米に赴任。開戦直後の雪下は、中山定義の意見具申を受けて事態に適切に対処した。召集解除は1946年（昭和21年）6月19日であった。
アルゼンチン武官
雪下が赴任したアルゼンチンは、日米戦争が勃発した場合に対米情報収集基地として期待されていた。地理的にはメキシコが有利であったが、米国との経済的なつながりから中立の維持が期待できず、アルゼンチンとブラジルが重視されたのである。雪下は帰国できない覚悟であり夫人を同伴している。ブラジルには大使館附武官として重広篤雄大佐（45期）が配置されたが、同国は1942年（昭和17年）1月に日本と断交に至り、大佐は交換船で帰国の途についた。雪下ら在アルゼンチンの武官は、同国が日本と断交する1944年（昭和19年）1月まで対米情報を送り続けた。
人脈
雪下の養祖父は、海軍兵学校出身者として最初の戦死者となった雪下熊之助少尉補である。中野友禮は中学の同級生であった。稚松会会員。

## 栄典・授章・授賞
- 1910年（明治43年）3月22日 - 正八位[4]
- 1915年（大正4年）2月10日 - 正七位[5]

## 著書
- 『海軍々縮会議と日本』海軍軍縮会議国民後援会、1935年。全国書誌番号:44021220。
- K. Yukishita; S. Horiuchi (1935). The naval conference and Japan. The Kaigungunshukukaigi Kokuminkoenkwai. 全国書誌番号:22009637